# Кіймінкі
Кіймінкі (фін. Kiiminki) — колишня громада в провінції Північна Пог'янмаа, Фінляндія. Загальна площа території — 339,00 км², з яких 12,18 км² — вода. Разом з муніципалітетами Гаукіпудас, Оулунсало та Юлі-Ій вона була об'єднана з містом Оулу 1 січня 2013 року.

## Демографія
На 31 січня 2011 в громаді Кіймінкі проживало 13 124 осіб: 6643 чоловіків і 6481 жінок.
Фінська мова є рідною для 99,18 % жителів, шведська — для 0,1 %. Інші мови є рідними для 0,71 % жителів громади.
Віковий склад населення:
- до 14 років — 28,99 %
- від 15 до 64 років — 62,17 %
- від 65 років — 8,57 %

Зміна чисельності населення за роками:
| Рік  | Чисельність |
| ---- | ----------- |
| 1980 | 6208        |
| 1990 | 8580        |
| 2000 | 10453       |
| 2010 | 13088       |
| 2011 | 13124       |